# 廣澤拓
廣澤 拓（ひろさわ たく、1986年9月10日 - ）は、日本のラグビー選手。ジャパンラグビーリーグワンNECグリーンロケッツ東葛に所属する。

## プロフィール
- 栃木県芳賀郡益子町出身。
- ポジションはロック(LO)。
- 身長 192 cm、体重 108 kg
- ニックネームはタク、作新。

## 経歴
作新学院高校でラグビーを始める。ラグビーを始めてすぐ頭角を表し、高校3年時には高校日本代表に選出される。その後、筑波大学に進学し関東大学ラグビー対抗戦グループAで活躍した。現在のNECグリーンロケッツ東葛では中心選手として活躍している。既婚である。
得意なプレーは大きい身体を活かしたプレー。「倒れるだけでトライできるんじゃないか」とも噂されている。大きい身体だが、「軽業」と呼ばれる小手先器用なプレーもできる。ストロングポイントは「膝」。